# Louis Abramson
Louis Allen Abramson (El Bronx, 1 de agosto de 1887-Manhattan, 15 de enero de 1985) fue un arquitecto estadounidense que ejerció principalmente en la ciudad de Nueva York, especializándose en hospitales, hogares de ancianos y restaurantes. Es mejor conocido por diseñar el Centro Geriátrico Hijas de Jacob en 1201 Findlay Ave en El Bronx.

## Primeros años y educación
Louis Allen Abramson (también conocido como Louis Abrahamson) nació en la ciudad de Nueva York en 1887. Él y su esposa Pearl tuvieron dos hijas, Anita Clair y Judith.
Abramson no tuvo una educación tradicional en arquitectura; asistió a Cooper Union como estudiante de ingeniería civil y luego al Instituto de Mecánica, pero no se graduó de ninguno de los dos. Su introducción a la arquitectura se produjo cuando aceptó un trabajo como chico de oficina y más tarde como dibujante para John H. Duncan, un conocido arquitecto de la ciudad de Nueva York. Después de dejar el empleo de Duncan, se mudó a Seattle, pero no permaneció allí durante muchos años antes de regresar a Nueva York, donde realizó cursos de extensión en la Universidad de Columbia y fue contratado por Louis Gerard como dibujante.
Al principio de su carrera, desarrolló un aprecio por el trabajo de McKim, Mead & White, y le gustaban especialmente el University Club y Penn Station. Abramson también admiraba el trabajo de Cass Gilbert, diciendo en una entrevista que «admiraba la modernidad [de Cass], si se puede usar esa expresión, su ruptura con la escuela clásica».

## Edificios

### Hogar de las Hijas de Jacob

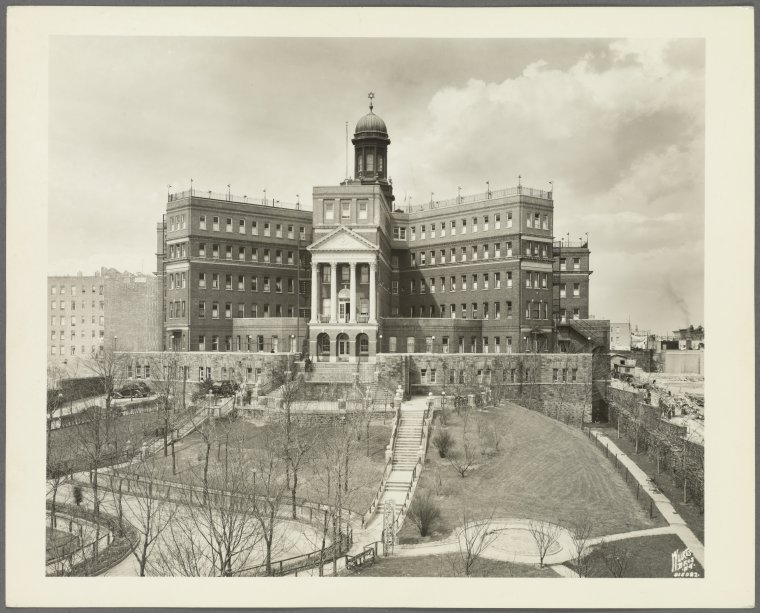
Hogar de las Hijas de Jacob, alrededor de 1920.

En 1916, diseñó el Hogar de las Hijas de Jacob en la calle 167 entre las avenidas Findlay y Teller en El Bronx. El edificio consta de ocho alas dispuestas radialmente alrededor de un núcleo central, y ha sido descrito como «novedoso en su diseño, al tener forma de rueda». La propiedad consta de 36 lotes que anteriormente formaban parte del patrimonio de Gouverneur Morris; en el momento de la compra por parte de las Hijas de Jacob, todavía estaba ocupada por la casa de Morris de 1812, que fue demolida para dejar espacio para el nuevo edificio.

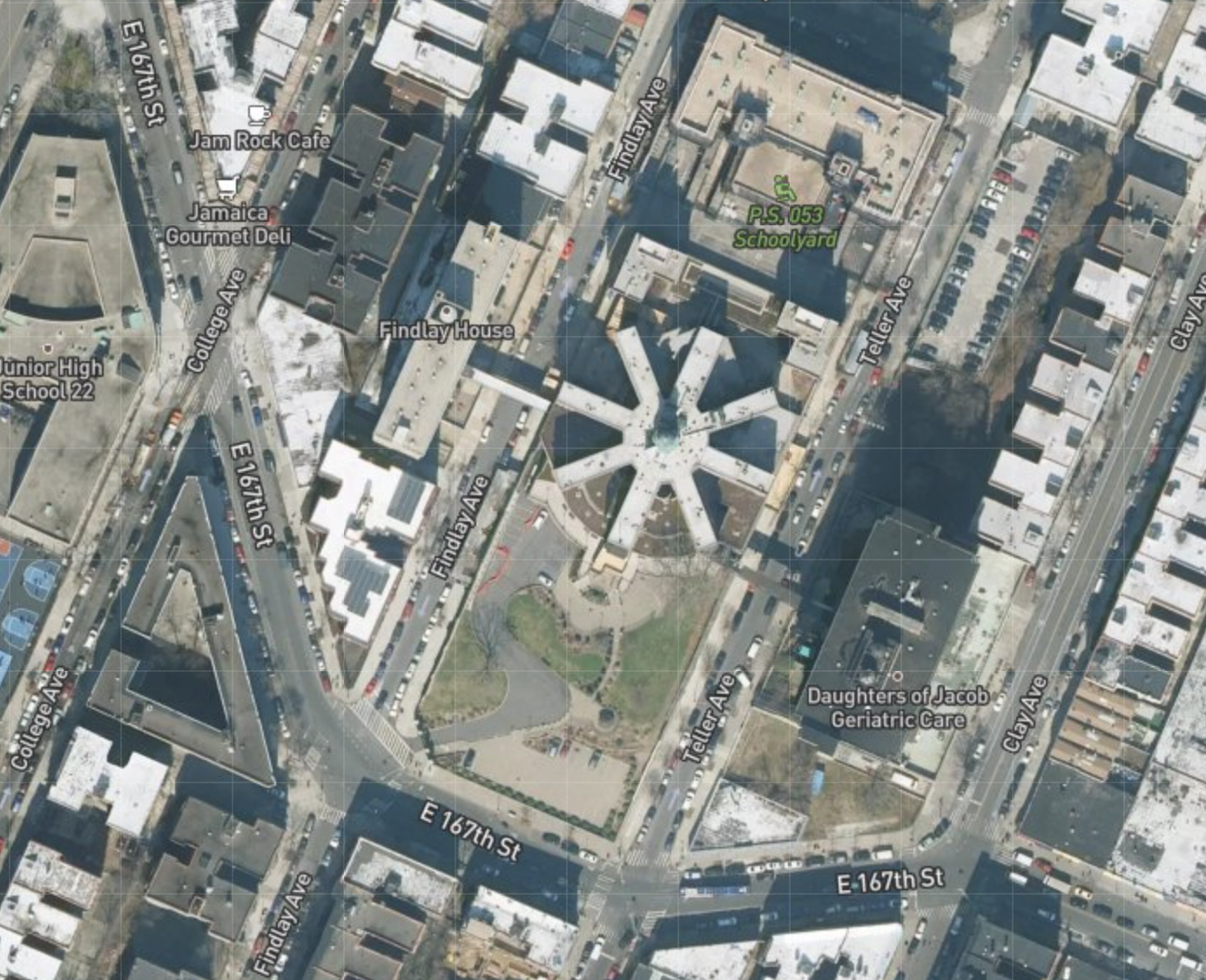
Fotografía aérea del Hogar de las Hijas de Jabob, que muestra el plano de ocho radios.

El núcleo central albergaba oficinas administrativas y estaba coronado por una torre, que en el momento de su construcción era el punto más alto del Bronx. Las ocho alas eran residencias para más de 1000 hombres y mujeres mayores, reemplazando la casa existente dirigida por las Hijas de Jacob en 301 East Broadway en Manhattan, que sólo podía albergar a 200 personas. Los planes para el nuevo edificio incluían una sinagoga con capacidad para 1000 personas, un comedor con capacidad para 600 personas, así como un hospital, una biblioteca y un baño turco, con costos de construcción estimados en 300 000 dólares (equivalente a 8400000 dólares actualmente).
En 1973, el edificio se consideró que ya no era utilizable para su propósito original debido a nuevos códigos de salud. Abramson, que entonces tenía 84 años, formó parte del equipo de diseño que modernizó el edificio, conectándolo mediante puentes peatonales con nuevos edificios en los lados opuestos de las avenidas Findlay y Teller. Abramson le dijo a The New York Times: «En el momento en que fue diseñado, era filosóficamente correcto en el sentido de que las instituciones sentían que cumplían con sus obligaciones hacia los ancianos al brindarles alojamiento y comida. Se trataba de proporcionar pabellones sin ningún reconocimiento de la dignidad individual o la privacidad».

### Centro Judío de la Calle 86
Abramson diseñó el Centro Judío en 131 West 86th Street (Calle 86) en Manhattan. Construida entre 1917 y 1920, esta sinagoga y centro comunitario es un edificio de ladrillo y piedra de 10 pisos de estilo neorrenacentista y es parte del distrito histórico Upper West Side/Central Park West.

### Nuevo Hospital Israelí

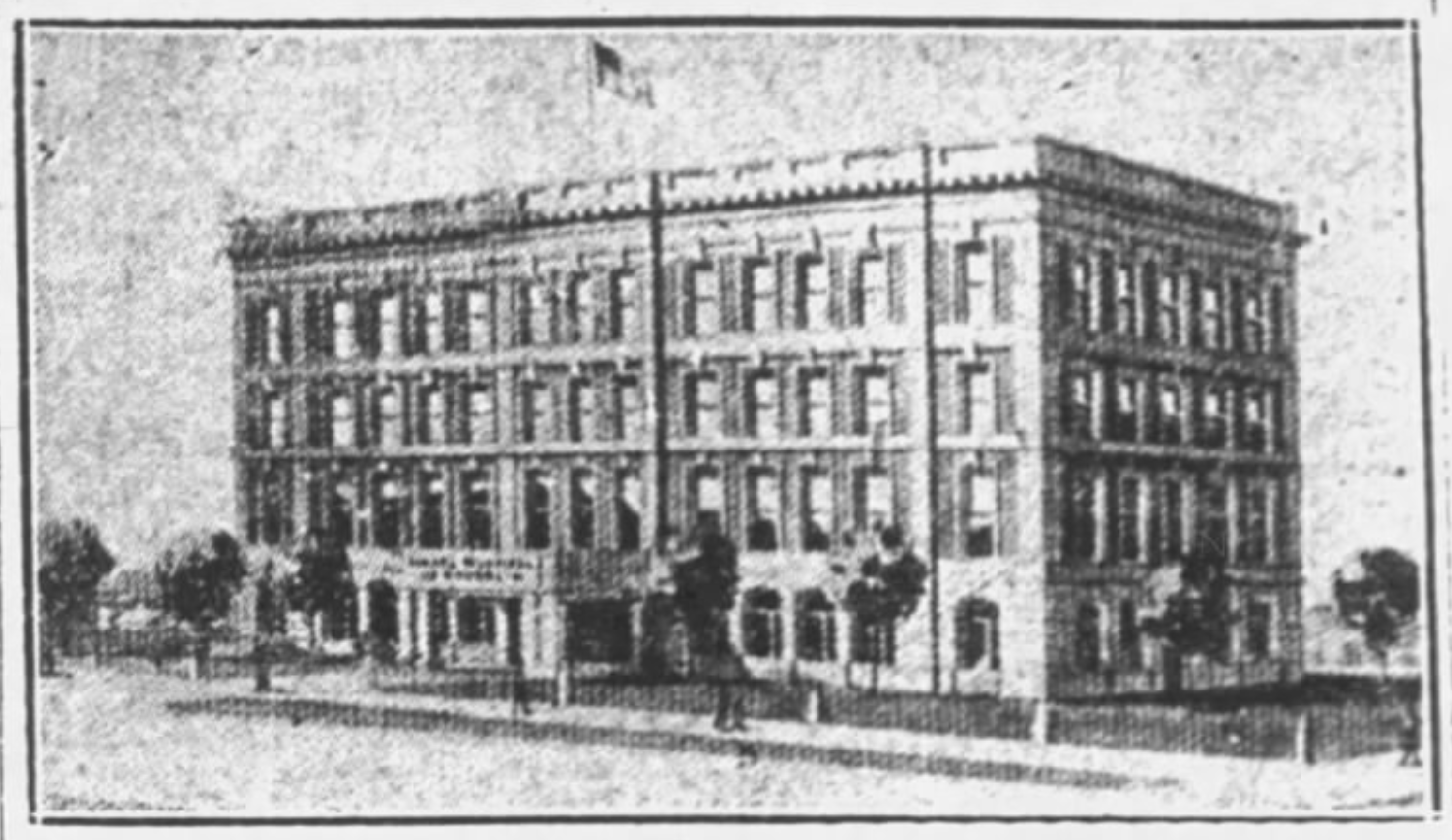
Representación arquitectónica del proyecto del Nuevo Hospital Israelí

En 1919, diseñó un edificio de cuatro pisos para el Hospital Israelí en Brooklyn, que se ubicaría en la Décima Avenida y ocuparía la totalidad de la cuadra de 200 pies (61,0 m) entre las calles 48 y 49. El edificio, con capacidad para 200 pacientes debía proporcionar espacio de expansión para el Nuevo Dispensario de Utrecht, que más tarde se convirtió en el Centro Médico Maimonides. Para entonces, ya se había ganado una reputación por diseñar edificios hospitalarios. El costo de construcción se estimó originalmente en mayo de 1919 en alrededor de $250 000 (equivalente a $4400000 actualmente). Esto aumentó a $400 000 (equivalente a $7000000 actualmente) a más tardar en septiembre de ese año.

### Centro Judío de Brooklyn

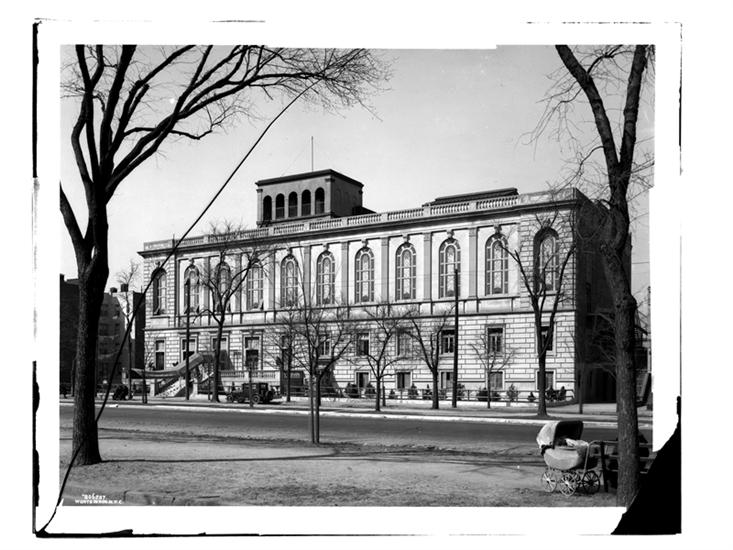
El Centro Judío de Brooklyn en 1924.

El Centro Judío de Brooklyn, ubicado en 667 Eastern Parkway, entre las avenidas Nueva York y Brooklyn, fue construido en 1922, diseñado por Abramson en colaboración con Margon & Glasser. El historiador de la arquitectura Francis Morrone lo describe como un edificio largo, adecuado al sitio:
 

La parte inferior está completamente almohadillada, al igual que los tramos finales de la parte superior, creando exactamente el tipo de ritmo que es tan necesario a lo largo de un bulevar ancho y largo [...] Como edificio adaptado a su ubicación, difícilmente podría mejorarse.

Morrone compara el diseño con el de la cercana Catholic High School, que según él se adapta de manera similar al entorno de Eastern Parkway. El edificio, que incluía una sinagoga, un gimnasio, instalaciones de restauración, aulas y una piscina, se construyó sobre 11 lotes.

### Centro Astoria de Israel

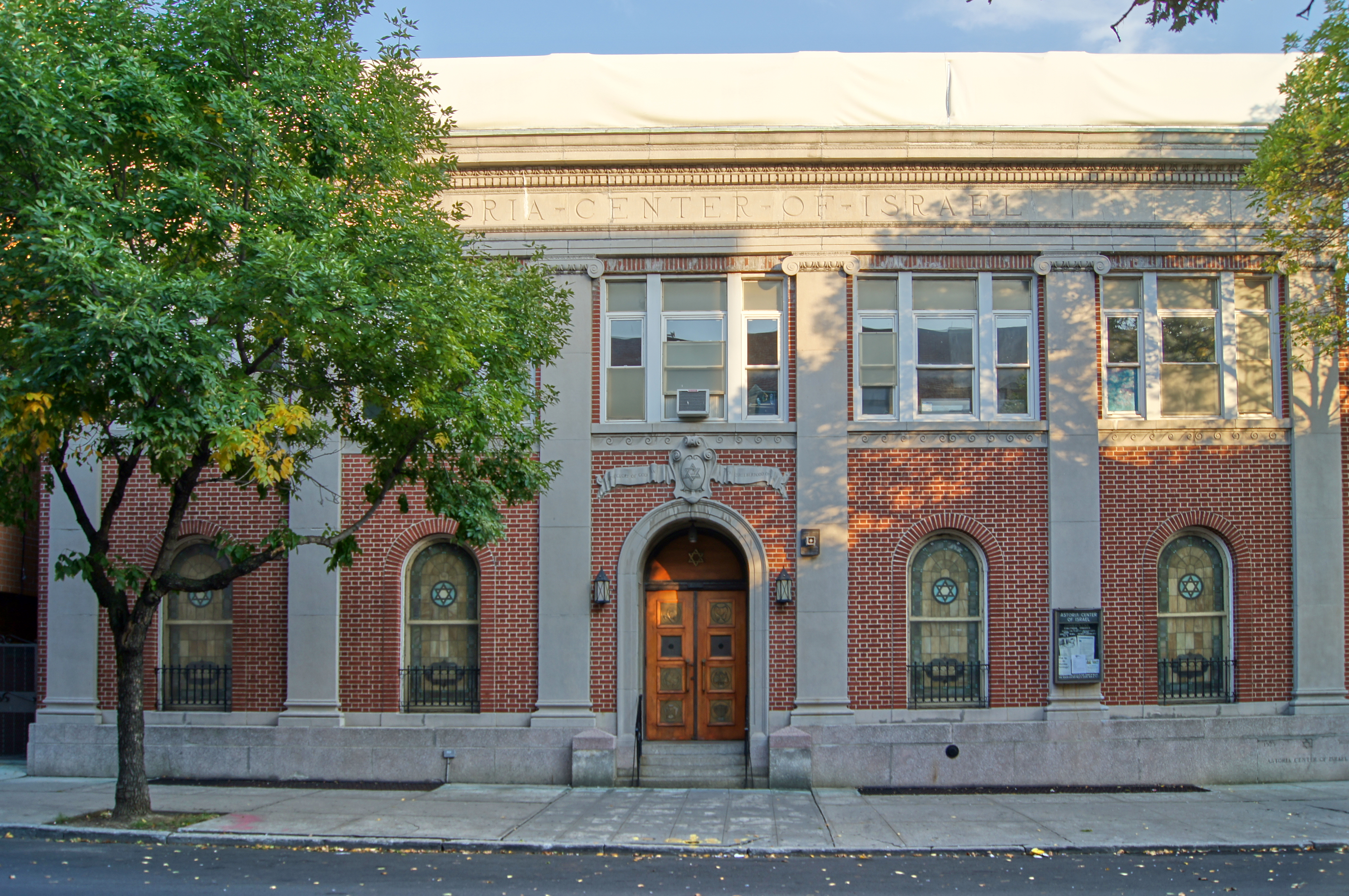
Centro Astoria de Israel en 2012.

Diseñó el Astoria Center of Israel, una sinagoga ubicada en 27-35 Crescent Street en Astoria (Queens). El edificio de dos pisos fue construido entre 1925 y 1926 como escuela religiosa y centro comunitario asociado a la sinagoga adyacente de la Congregación Mishkan Israel y continúa utilizándose para su propósito original. El edificio fue incluido en el Registro Nacional de Lugares Históricos en 2009; el formulario de registro lo describe como «un edificio de dos pisos revestido de ladrillo rojo estriado con revestimiento de piedra caliza falsa y una base de mampostería» y señala que el diseño «es típico de las sinagogas estadounidenses de la década de 1920, combinando detalles clásicos con símbolos judaicos».

### 210 West 78th Street
Diseñó este edificio de apartamentos de nueve pisos de 1926 en estilo Tudor con «una ... fachada de ladrillo irregular, frontones puntiagudos y paneles de estuco enmarcados por tiras de madera». Se construyó en una época en la que el West Side de Manhattan estaba atravesando un extenso desarrollo y reemplazó las casas anteriormente numeradas del 206 al 212. El año anterior, Schwartz & Gross había diseñado otro edificio de nueve pisos frente al edificio, en el número 215, que de manera similar reemplazó las casas de los números 211-217. Ambos edificios estaban situados a 5 pies (1,5 m) de la línea de construcción estándar, cumpliendo un convenio que data del año 1887.

### Restaurantes
Abramson diseñó dos restaurantes para Horn & Hardart en 1931: uno en West 33rd Street en el centro de Manhattan, el otro en West 181st Street en Washington Heights. Ambos eran autómatas realizados en un estilo moderno para satisfacer las preferencias de Horn y Hardart. El primero tenía «una fachada modernista de dos pisos revestida de terracota con los relieves modernos en forma de bloques, rejas abstractas, patrones florales estilizados y una iluminación indirecta dramática tan típica de la época». En una entrevista de 1980, Abramson dijo que no había entendido lo que pedía el cliente, por lo que «simplemente diseñó lo que le gustó». El segundo restaurante fue descrito como «uno de los más extravagantes de todos los Automats de Nueva York». El interior presentaba «techos de cristal de colores extravagantes» en los que «los edificios Chrysler y Empire State [...] se elevaban uno hacia el otro, sus agujas se encontraban eléctricamente sobre un diagrama esquemático central de la cuadrícula de calles de Manhattan».
A partir de 1934, diseñó seis restaurantes para la cadena Longchamps en colaboración con el artista Winold Reiss. Abramson trabajó en los exteriores con Reiss produciendo imágenes relacionadas con la ciudad de Nueva York para los interiores. La revista American Architect and Architecture escribió sobre la colaboración:
 

Durante los últimos dos años, la colaboración de un arquitecto y un pintor ha dado como resultado una mejor apariencia y mejores ventas para una cadena de restaurantes de Nueva York bien establecida. Cada restaurante, que sigue una forma bastante estándar, está decorado en torno a un tema diferente. El más reciente de este grupo utiliza como motivo central los contrastes históricos de la ciudad de Nueva York. La fachada, principalmente de vidrio plano y cromo satinado, tiene sus partes estructurales decoradas con mosaicos de vidrio en azul, plata y blanco roto.

Un encargo de 1937 fue para el club nocturno Riviera en Fort Lee, Nueva Jersey. El club fue construido sobre Palisades, con vistas al río Hudson, al puente George Washington y a Manhattan; el edificio semicircular incluía extensiones ininterrumpidas de vidrio para aprovechar estas vistas. Un año después de la apertura del club, añadió una serie de murales abstractos pintados por Arshile Gorky. El techo del edificio podría abrirse para permitir vistas del cielo hacia el club en noches despejadas.

### Bibliotecas

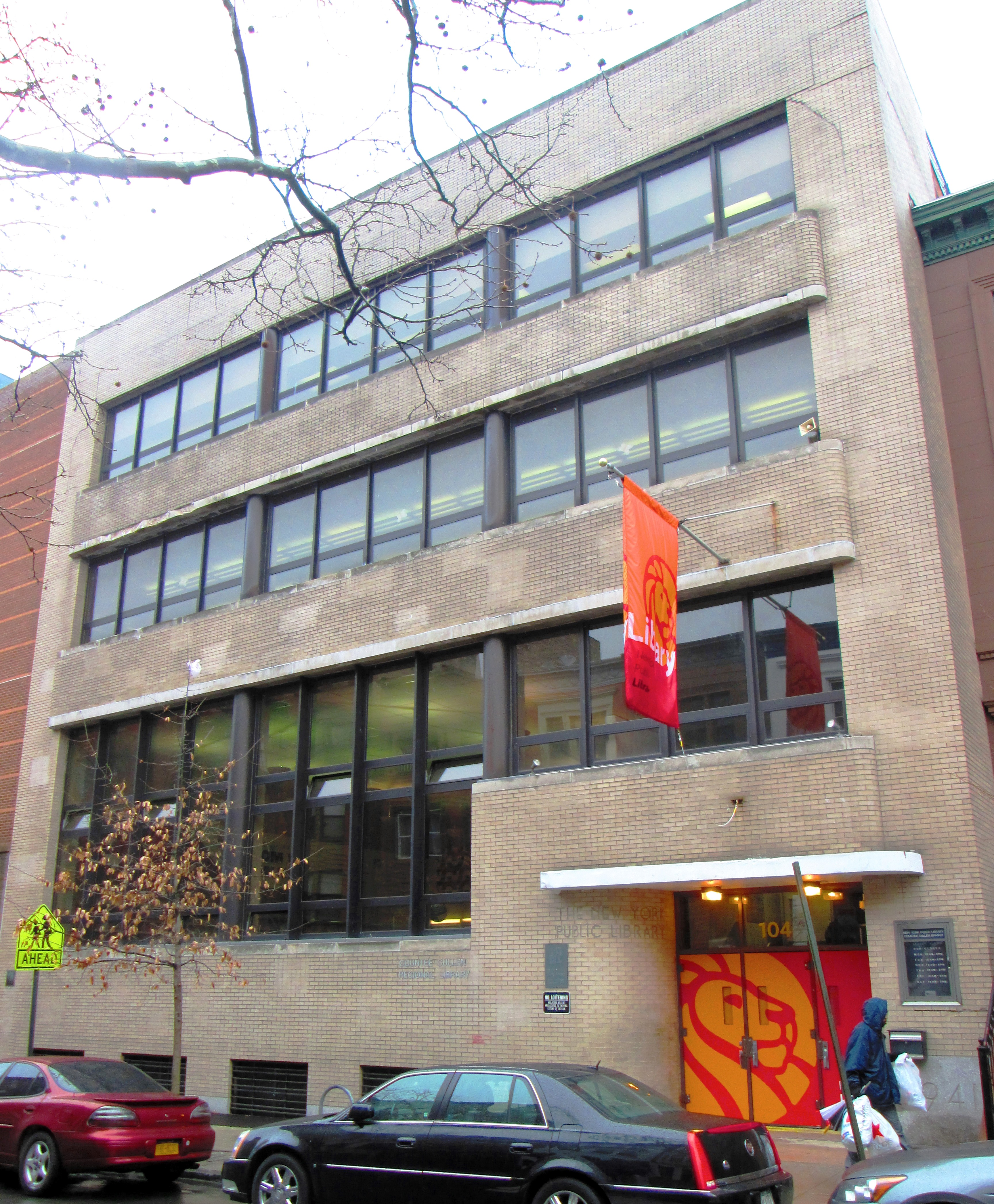
Countee Cullen Branch.

En 1941, diseñó una ampliación de estilo Art Moderne al 103 West 135th Street, que en ese momento se conocía como la sucursal de West 135th Street de la Biblioteca Pública de Nueva York. Esto duplicó el tamaño del edificio original de McKim, Mead & White de 1905, extendiéndolo hasta 104 West 136th Street, ocupando el sitio de dos casas adosadas que anteriormente eran propiedad de Madam C. J. Walker. La piedra angular se colocó el 28 de octubre de 1941 y se esperaba que la construcción se completara a principios de 1942 con un costo de aproximadamente $200 000 (equivalente a $4100000 actualmente). A 2024, esta se conoce como la Biblioteca Countee Cullen, en honor al escritor estadounidense Countee Cullen y es parte del Centro Schomburg para la Investigación de la Cultura Negra, que fue designado monumento de la ciudad de Nueva York en 1981.

### Residencia personal
Compró una propiedad en Indian Hill Road en Yorktown (Nueva York), en 1945 para su uso personal como refugio rural. La propiedad contaba con una casa Cabo Cod sin pretensiones, que fue ampliando progresivamente para incluir paredes de piedra, escaleras y porches que proporcionaban mejores vistas del área circundante. Vendió la propiedad en 1984. En 2017, la casa fue catalogada como Casa de Distinción Histórica por la Comisión de Preservación de Monumentos Históricos de Yorktown.

## Muerte
Murió el 15 de enero de 1985, en Manhattan, a la edad de 97 años.

## Lectura adicional
- Scarr, Cindy (30 de noviembre de 2021). «When Zaidy Was No Longer Young: The Story of the Home of the Daughters of Jacob -». Mishpacha (en inglés estadounidense). Consultado el 11 de noviembre de 2024.
- Robins, Anthony W. «Art Deco Automats in 1930: An Interview with Louis Allen Abramson». Art Deco Society of New York. Consultado el 12 de noviembre de 2024.
- «Louis A. Abramson's 1926 210 West 78th Street». daytoninmanhattan.blogspot.com. 22 de junio de 2021. Consultado el 12 de diciembre de 2024. «210 West 78th Street».

- Datos: Q110313889
- Multimedia: Louis Allen Abramson / Q110313889